# Асса (приток Сунжи)
Асса, Эс, Эс-хи (груз. ასა, ღლიღვის-წყალი, ингуш. Эс, чечен. Ӏас, Ӏаьс) — река на Северном Кавказе, правый приток Сунжи.

## География

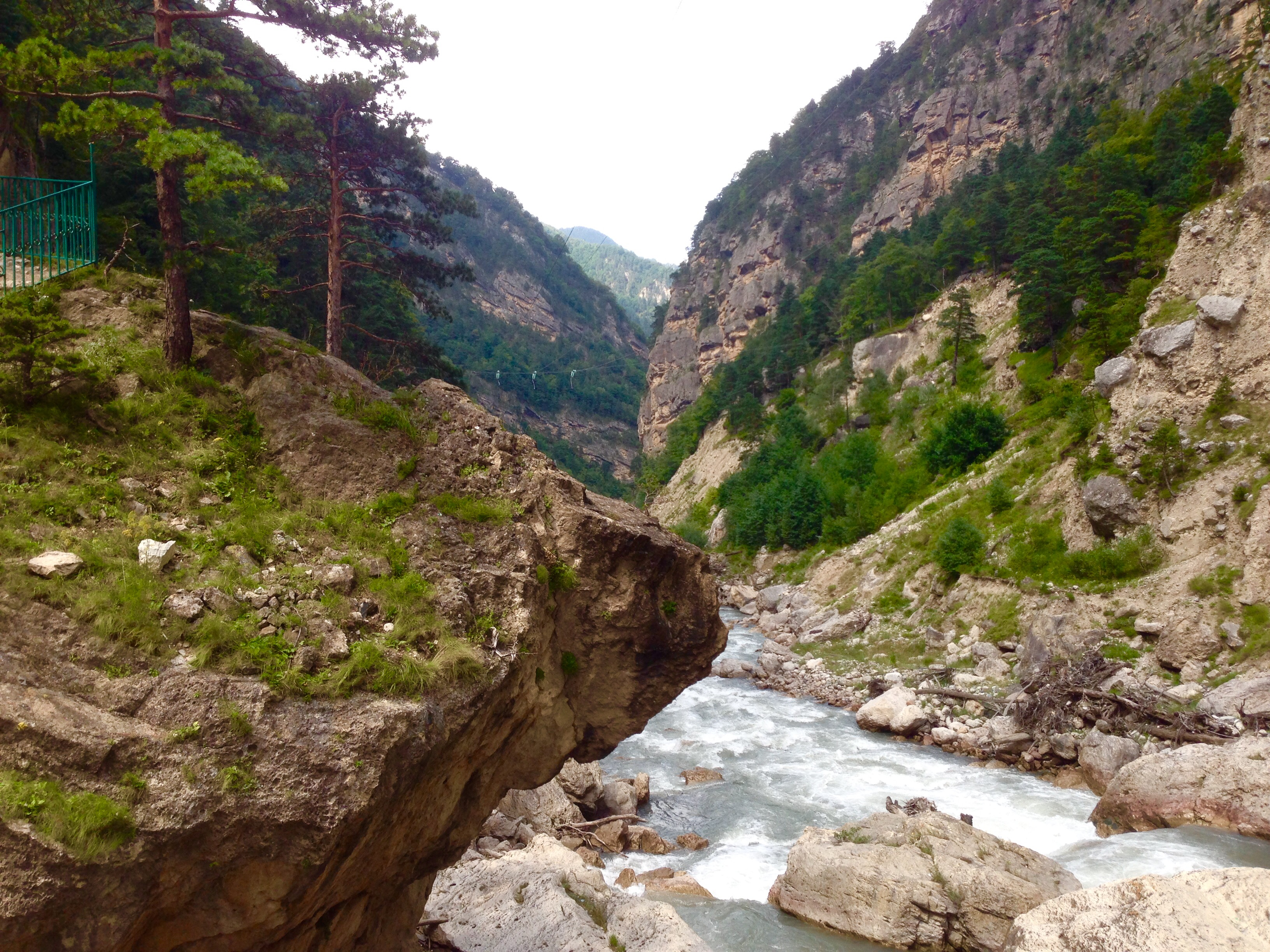
Ассинское ущелье, Ингушетия

Берёт начало на северных склонах главного Кавказского хребта в Грузии. Образуется в результате слияния рек Чимгисцкали и Цирцловнисцкали на высоте 1806 м. Протекает по территории Ингушетии и Чечни.
Длина реки — 133 км, площадь водосборного бассейна — 2060 км², ширина русла на равнинных участках — свыше 60 м. В Горной части Ингушетии она течёт в меридиональном направлении, у выхода на Чеченскую равнину у станицы Нестеровской Асса поворачивает на восток и приняв Фортангу впадает в Сунжу. у села Закан-Юрт.
Населённые пункты, стоящие на реке Асса: Цейшты, Верхний Алкун, Нижний Алкун, Мужичи, Галашки, Алхасты, станицы Нестеровская и Ассиновская, Новый Шарой, Закан-Юрт.

## Название
Раннее река называлась Шадгир, в начале XIX за рекой начало закрепляться название Ак-суй или Ассай (белая река).

## Гидрология
В питании реки Ассы большую роль играют высокогорные снега и ледники. В период их энергичного таяния в летний период возникает половодье..

## Данные водного реестра

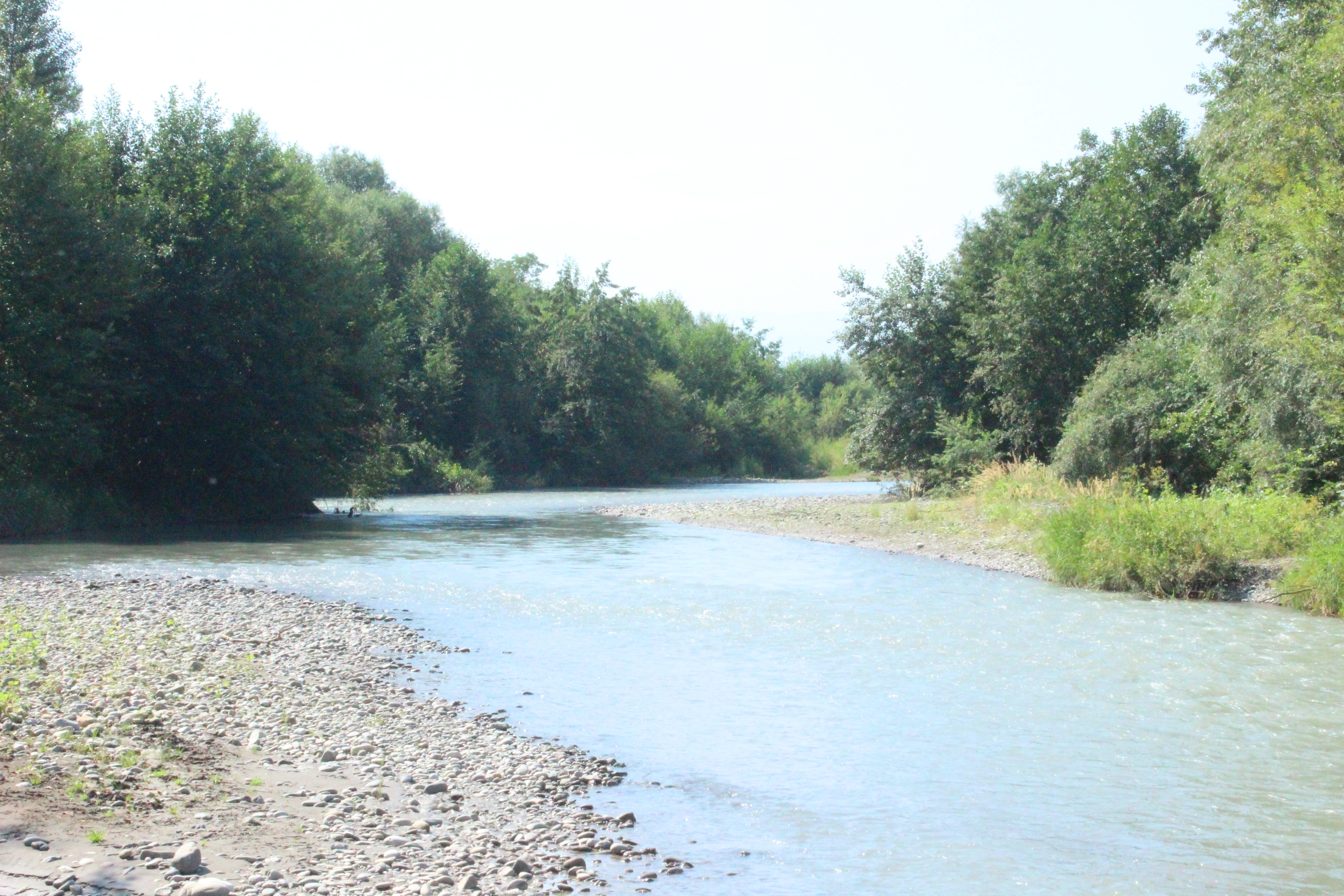
Река Асса (Чеченская Республика)

По данным государственного водного реестра России относится к Западно-Каспийскому бассейновому округу, водохозяйственный участок реки — Сунжа от истока до города Грозный. Речной бассейн реки — Реки бассейна Каспийского моря междуречья Терека и Волги.
Код объекта в государственном водном реестре — 07020001112108200005482.

## В искусстве
Художник А. И. Титовский в 1964 году создал серию рисунков посвященных пребыванию М. Ю. Лермонтова на Кавказе один из которых — «Чечено-Ингушетия. Река Асса у дороги в станицу Самашкинскую».